# Mancomunidad Valle del Pigüeña

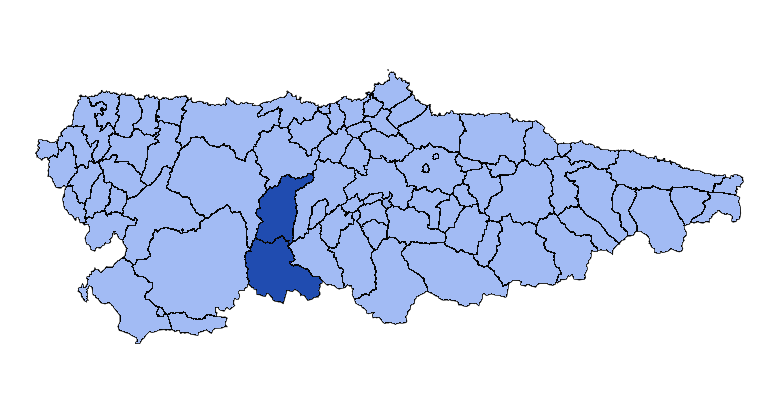
Vista de los concejos que forman la mancomunidad.

La Mancomunidad Valle del Pigüeña es una unión de municipios española, en la provincia norteña de Asturias. Comprende los concejosd de:
- Belmonte de Miranda
- Somiedo